# Hastur
Hastur (también llamado El Indescriptible, El Rey de Amarillo, Aquel que no debe ser nombrado, Assatur, Xastur, H'aaztre o Kaiwan) es una entidad que forma parte del universo de los Mitos de Cthulhu, del autor Howard Phillips Lovecraft.
Hastur apareció por primera vez en el cuento de Ambrose Bierce Haïta the Shepherd (1893) como un dios benigno de los pastores. Hastur es mencionado brevemente por H.P. Lovecraft en El que susurraba en la oscuridad; anteriormente, Robert William Chambers había usado el nombre en sus propias historias para representar tanto a una persona como a un lugar asociado con los nombres de varias estrellas, incluida Aldebarán.
Este ser también se apareó con Shub-Niggurath (La Cabra negra de los bosques), engendrando con ella a las siguientes abominaciones: Ithaqua, Zhar, Lloigor y los 1000 Retoños Oscuros. Hastur también es, el primogénito de Yog-sothoth (La Llave y la Puerta), dato que hace a Hastur un ente sumamente enigmático y misterioso.

## Mito de Hastur
En Haïta the Shepherd, cuento de Ambrose Bierce que apareció en la colección Can Such Things Be?, Hastur es más benevolente de lo que aparecería más tarde en las historias del mito de August Derleth. Otra historia de la misma colección (Un habitante de Carcosa) se refería a un lugar, "Carcosa", y a una persona, "Hali", nombres que los autores posteriores asociarían con Hastur.
En The King in Yellow (1895), una colección de historias de terror de Robert William Chambers, Hastur es el nombre de un personaje potencialmente sobrenatural (en La Demoiselle D'Ys), un lugar (en The Repairer of Reputations), y mencionado sin explicación en The Yellow Sign. Las últimas dos historias también mencionan a Carcosa, Hali, Aldebarán y las Hyades, junto con un Signo Amarillo y una obra de teatro llamada El Rey de Amarillo.
H.P. Lovecraft leyó el libro de Chambers a principios del año 1927 y quedó tan encantado que agregó elementos a sus propias creaciones. Hay dos lugares en los propios escritos de Lovecraft en los que se menciona a Hastur:

Me encontré con nombres y términos que había escuchado en otros lugares en la conexión más horrible: Yuggoth, Gran Cthulhu, Tsathoggua, Yog-Sothoth, R'lyeh, Nyarlathotep, Azathoth, Hastur, Yian, Leng, el lago de Hali, Bethmoora, el Signo Amarillo, L'mur-Kathulos, Bran y el Magnum Innominandum, y fue atraído a través de eones sin nombre y dimensiones inconcebibles a mundos antiguos, entidad externa en la que el autor loco del Necronomicon solo había adivinado en el vago camino. —H.P. Lovecraft, El que susurraba en la oscuridad.

De esta cita no está claro si para Lovecraft Hastur es una persona, un lugar, un objeto (como el Signo Amarillo) o una deidad. Esta ambigüedad es recurrente en las descripciones de Lovecraft de entidades míticas.
Más adelante en la misma historia, se describe que los Mi-Go han sido atacados por seguidores de Hastur, y Hastur es un enemigo de los Externos a quienes sirven los Mi-Go:

En realidad, nunca han dañado a sabiendas a los hombres, pero nuestra especie a menudo los ha perjudicado y espiado cruelmente. Hay todo un culto secreto de hombres malvados (un hombre de tu erudición mística me entenderá cuando los vincule con Hastur y el Signo Amarillo) dedicado al propósito de rastrearlos y herirlos en nombre de monstruosos poderes de otras dimensiones. Es contra estos agresores, no contra la humanidad normal, que se dirigen las drásticas precauciones de los Outer Ones. —H.P. Lovecraft, El que susurraba en la oscuridad.

En Horror sobrenatural en la literatura (escrita en 1926–27, revisada en 1933 y publicada en The Recluse en 1927), cuando hablaba de The Yellow Sign de Chambers, H.P. Lovecraft escribió:

"... después de tropezar extrañamente con el libro de horrores infernal y prohibido, los dos aprenden, entre otras cosas horribles que ningún mortal en su sano juicio debería saber, que este talismán es de hecho el Signo Amarillo sin nombre transmitido del culto maldito de Hastur, del primordial Carcosa, de la cual trata el volumen..."

En The Yellow Sign de Chambers, la única mención de Hastur es:

"... Hablamos de Hastur y de Cassilda ..."

Entonces, a juzgar por estas dos citas, es bastante posible que Lovecraft no solo reconozca a Hastur como uno de los dioses del mito, sino que incluso lo haya hecho recordar el libro de Chambers.
Derleth también convirtió a Hastur en un Gran Anciano, engendro de Yog-Sothoth, el medio hermano de Cthulhu, y posiblemente el Magnum Innominandum. En esta encarnación, Hastur tiene varios avatares como lo son:
- The Feaster from Afar: una monstruosidad negra, arrugada y voladora con tentáculos cubiertos con garras afiladas que pueden perforar el cráneo de una víctima y extraer el cerebro del propio cerebro.[10]

- El rey de amarillo.

En los "Cultos suecos recogidos" de Anders Fager se presenta una camarilla con sede en Estocolmo conocida como "The Carcosa Foundation" que rinde culto a Hastur.
Hastur es amorfo, pero se dice que aparece como un ser vasto, vagamente octopoide, similar a su media sobrina Cthylla.